# Thomson (Minnesota)
Thomson és una població dels Estats Units a l'estat de Minnesota. Segons el cens del 2000 tenia 153 habitants.

## Demografia
Segons el cens del 2000, Thomson tenia 153 habitants, 64 habitatges, i 44 famílies. La densitat de població era de 31,4 habitants per km².
Dels 64 habitatges en un 25% hi vivien nens de menys de 18 anys, en un 62,5% hi vivien parelles casades, en un 6,3% dones solteres, i en un 29,7% no eren unitats familiars. En el 26,6% dels habitatges hi vivien persones soles el 10,9% de les quals corresponia a persones de 65 anys o més que vivien soles. El nombre mitjà de persones vivint en cada habitatge era de 2,39 i el nombre mitjà de persones que vivien en cada família era de 2,89.
Per edats la població es repartia de la següent manera: un 18,3% tenia menys de 18 anys, un 9,2% entre 18 i 24, un 28,1% entre 25 i 44, un 31,4% de 45 a 60 i un 13,1% 65 anys o més.
L'edat mediana era de 41 anys. Per cada 100 dones de 18 o més anys hi havia 123,2 homes.
La renda mediana per habitatge era de 48.438 $ i la renda mediana per família de 65.833 $. Els homes tenien una renda mediana de 48.750 $ mentre que les dones 31.250 $. La renda per capita de la població era de 24.290 $. Entorn del 4,8% de les famílies i el 5,7% de la població estaven per davall del llindar de pobresa.

## Poblacions més properes
El següent diagrama mostra les poblacions més properes.